# Кляйн, Ханс-Дитер
Ханс-Дитер Кляйн (нем. Hans-Dieter Klein; род. 13 октября 1940) — доктор философии, профессор, современный австрийский философ, емеритований профессор философии Венского университета (Австрия).

## Биография
С 1953 по 1963 год Ганс-Дитер Кляйн сначала изучал композицию в Венской Академии музыки и изобразительного искусства, а затем философию и музыковедение в Венском университете. В 1962 он защитил докторскую диссертацию на тему «Монада Лейбница как „Я“ и субстанциальный форма» (Leibnizens Monade als Ich und substantielle Form, Вена, 1962).
В 1969 году Ханс-Дитер Кляйн защитил в Венском университете вторую, хабилитационную диссертацию по философии на тему «Понятие и метод философии» (Begriff und Methode der Philosophie, Вена, 1969). С 1975 г. Ханс-Дитер Кляйн был сначала экстраординарным профессором, а с 1982 — ординарным профессором философии Венского университета.
В 1988 году Ханс-Дитер Кляйн был избран членом-корреспондентом, а в 1990 — действительным членом Австрийской академии наук.
С 1991 года Ханс-Дитер Кляйн является президентом Международного Общества «Система философии» (System der Philosophie).

## Основные труды
- Vernunft und Wirklichkeit.
- Band I: Untersuchungen zur Kritik der Vernunft, Wien und München 1973. 329 S.
- Band II: Beiträge zur Realphilosophie, Wien und München 1975. 460 S.
- Geschichtsphilosophie. Eine Einführung; Literas-Verlag, 6.unveränderte Auflage Wien 2005 ISBN 3-85429-200-7
- Metaphysik. Eine Einführung. Wien 1984. 109 S.

## Переводы трудов Ганса-Дитера Кляйна
- Кляйн, Ганс-Дитер (Вена, Австрия): Философия современности — попытка определения понятия / Перевел с немецкого Владимир Абашник // Культура в философии XX века. Материалы IV Харьковских международных Сковородиновских чтений (30 сентября — 1 октября 1997 г.) — Харьков: Университет внутренних дел, 1997. — С. 51-54.